# Stary Bazar w Skopju
Stary Bazar w Skopju (mac. Стара Скопска Чаршија) – historyczna część miasta Skopje w Macedonii Północnej, której kluczowymi elementemi jest čaršija (bazar) oraz twierdza Skopsko Kale.

## Historia
Stare miasto Skopja znajduje się nad rzeką Wardar, jego historia sięga czasów przedchrześcijańskich. Szczyt rozwoju miasto osiągnęło za czasów cara Stefana Urosza IV Duszana (XIV wiek), kiedy było stolicą Serbii. Skopje straciło na znaczeniu za czasów Imperium Osmańskiego. Miasto nawiedziło trzęsienie ziemi w 1555 roku. W 1689 roku Skopje zostało spalone przed wycofujące się wojska austriackie. W 1963 roku zabudowa Starego Bazaru, zachowana bez większych zmian podczas II wojny światowej została w dużej części uszkodzona podczas trzęsienia ziemi.
Stary Bazar z racji koncentracji cennych zabytków architektury, muzeów i licznych sklepików oraz bogatej oferty gastronomicznej stanowi atrakcję turystyczną. Na początku XXI wieku używano także określenia Turecki Bazar na tę część miasta.
Stary Bazar w Skopju jest jednym z najlepiej zachowanych bazarów na Bałkanach. Historię dzielnicy prezentuje Muzeum Starego Bazaru Skopja, otwarte w 1982 lub 1983 roku.

## Architektura
Stary Bazar znajduje się na północnym brzegu rzeki, jego najważniejsze obiekty to: čaršija (bazar), średniowieczna twierdza (kale) oraz główne meczety. Styl zabudowy tej części miasta to w dużej części efekt wpływów Imperium Osmańskiego. Cechą charakterystyczną układu urbanistycznego Starego Bazaru są małe, wąskie, brukowane uliczki. 

### Wybrane obiekty
- Skopsko Kale[6]
- Bezisten(inne języki)[6]
- Kamienny Most[6]
- Čifte Hammam(inne języki)[6]
- hammam Daut Paszy(inne języki)[6]
- Kuršumli An[6]
- wieża zegarowa w Skopje[6]
- meczet Mustafy Paszy[6]
- cerkiew Wniebowstąpienia Pańskiego (św. Spasa)(inne języki)[6]

## Galeria

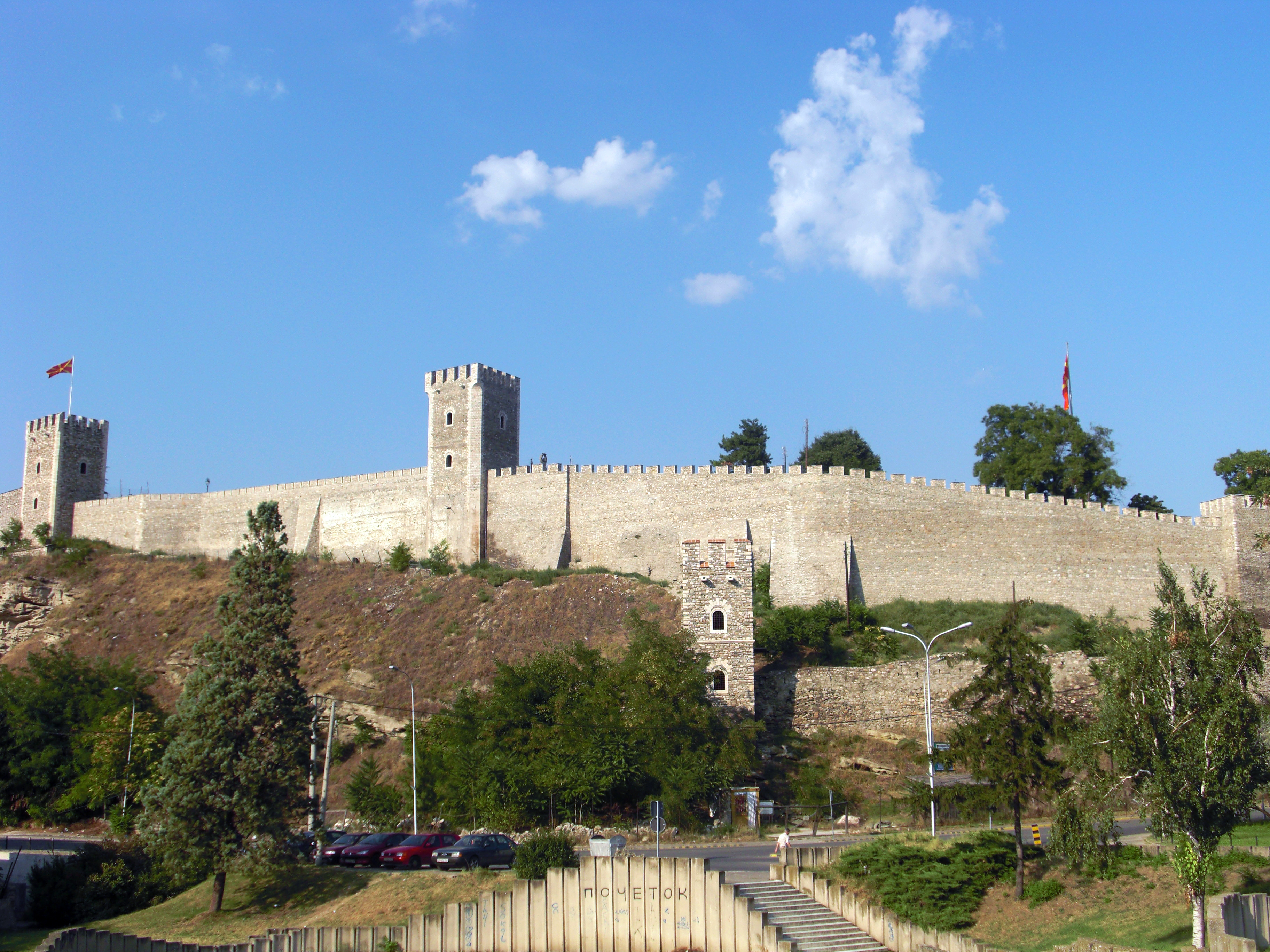
Twierdza Skopsko Kale (2009)
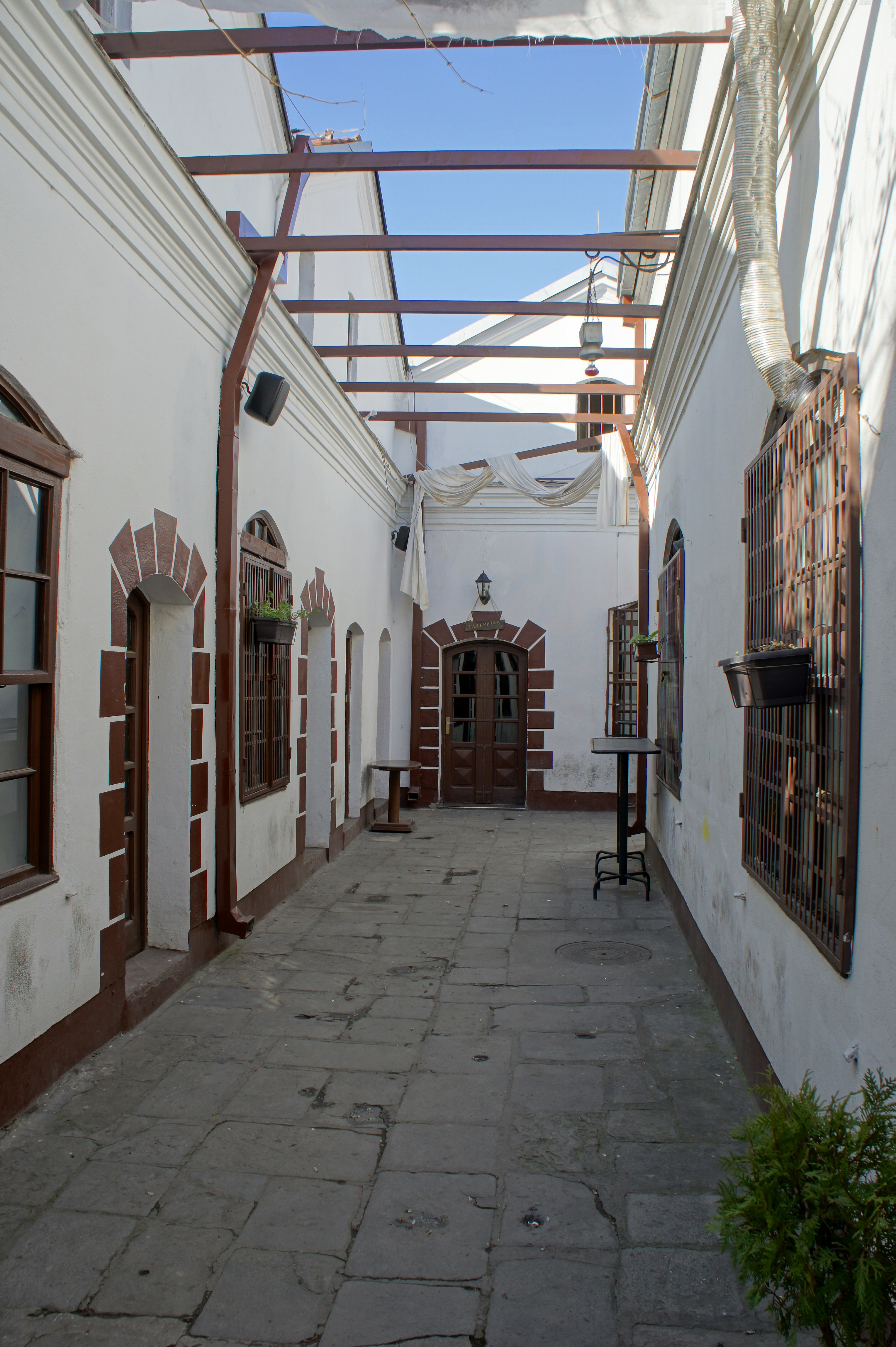
Bezisten (2013)
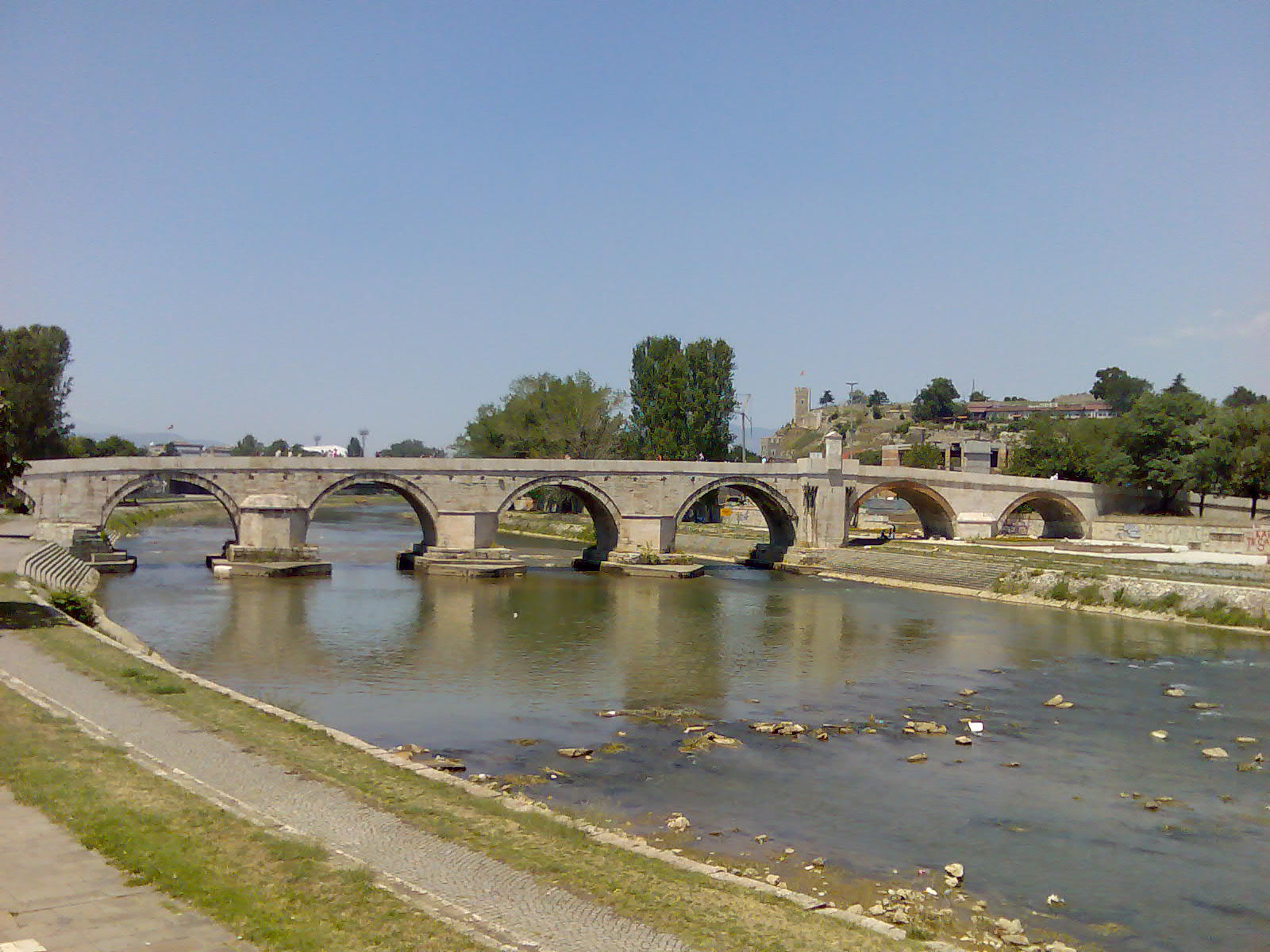
Kamienny Most (2008)
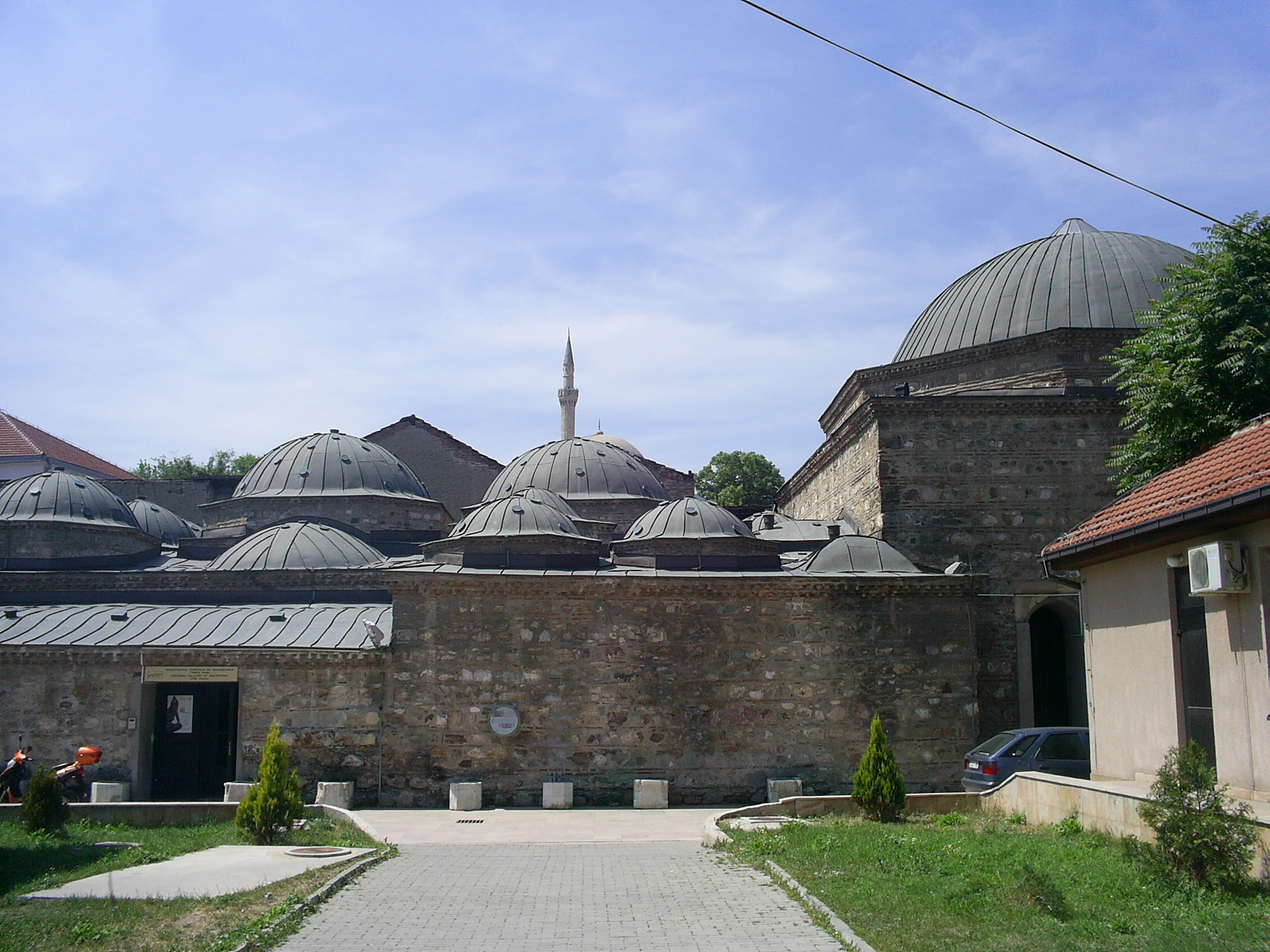
Łaźnia turecka Čifte Hammam (2007)
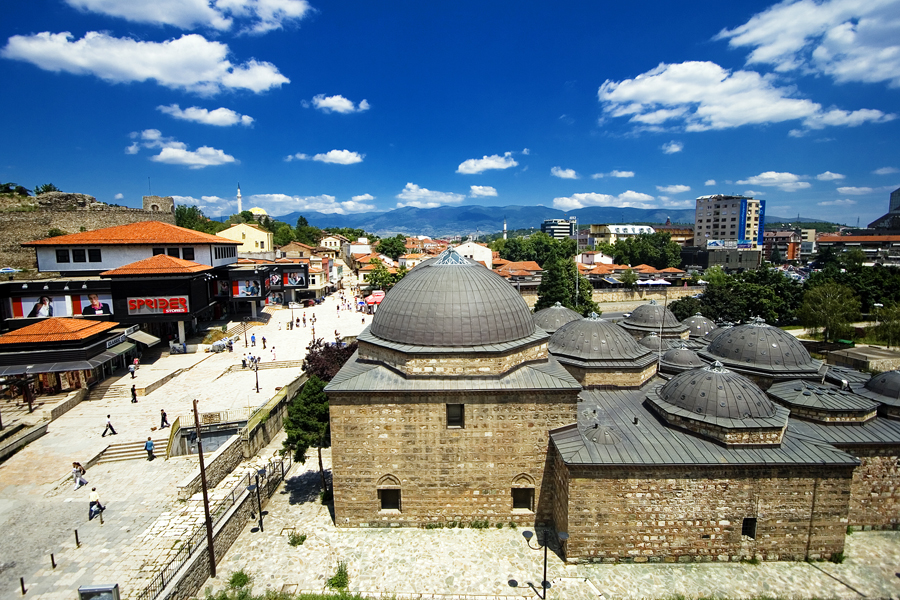
Hammam Daut Paszy (2008)
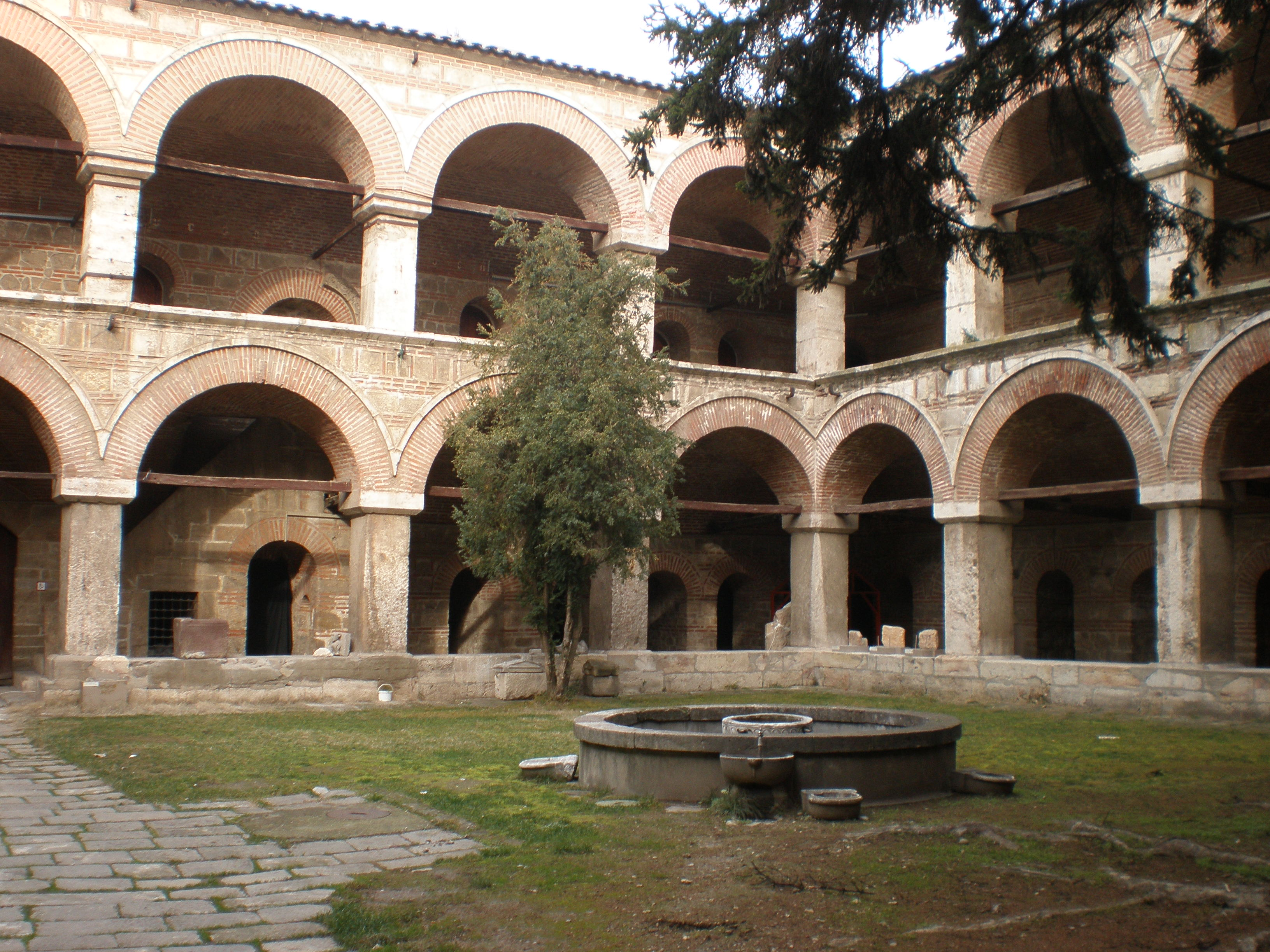
Dziedziniec Kuršumli An (2010)
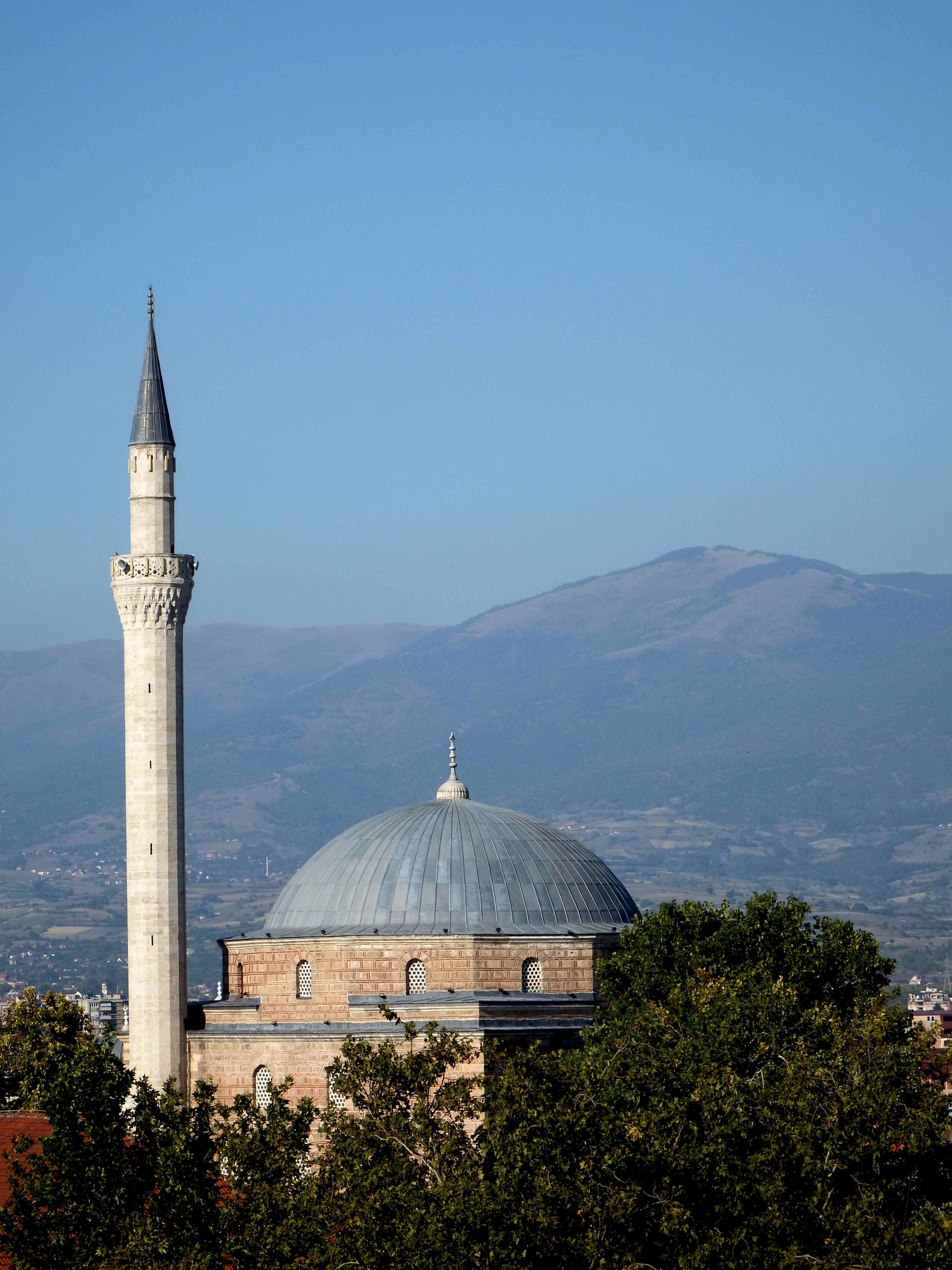
Meczet Mustafy Paszy (2015)
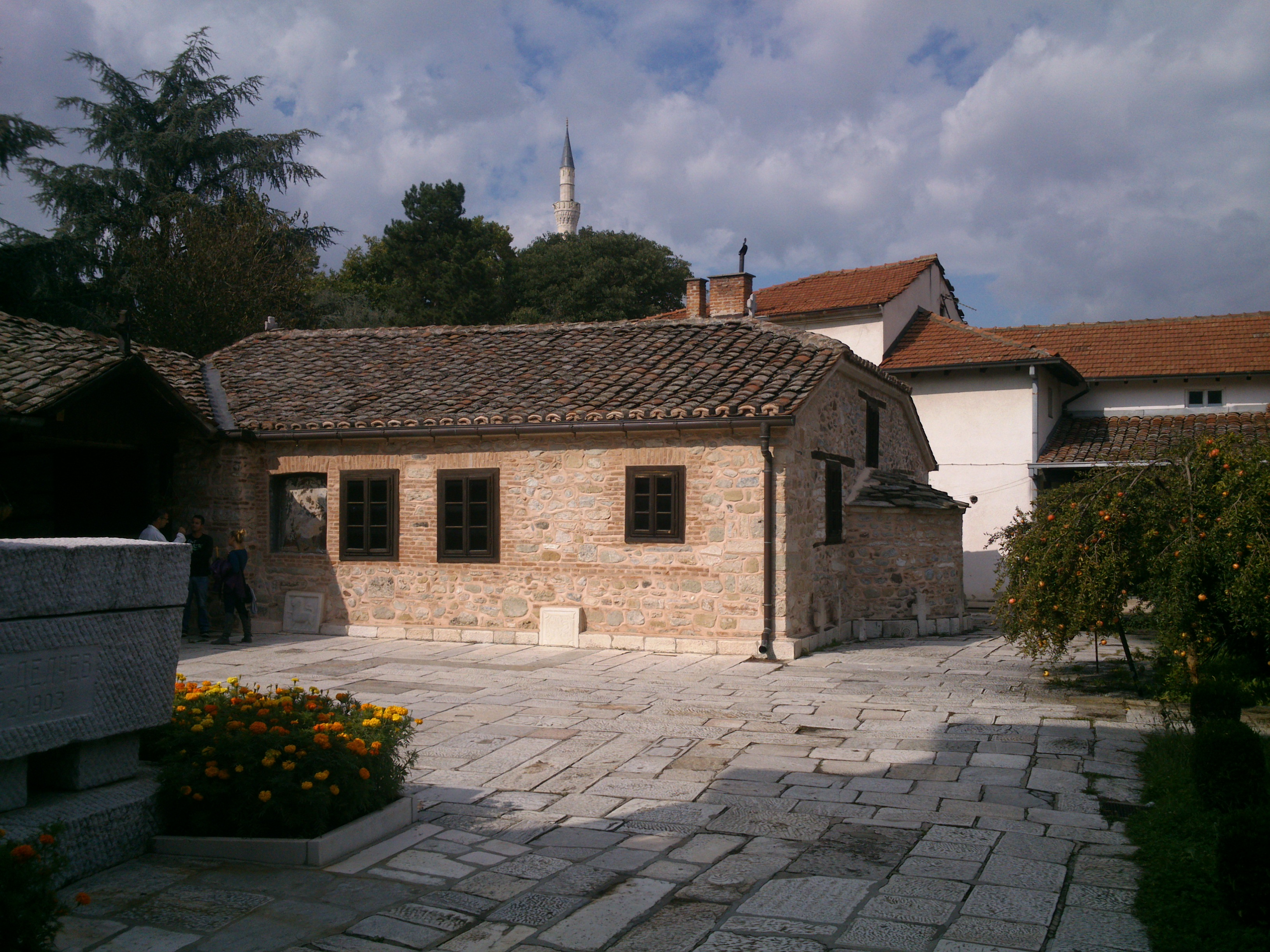
Cerkiew św. Spasa (2014)